# 2000 AK156
2000 AK156  är en trojansk asteroid i Jupiters lagrangepunkt L4. Den upptäcktes 3 januari 2000 av LINEAR i Socorro County, New Mexico.
Asteroiden har en diameter på ungefär 58 kilometer.